# Asuka 12325
Asuka 12325 (ou A 12325) est une météorite trouvée en 2012 sur la terre de la Reine-Maud (Antarctique), non loin de la station Asuka (en). Sa composition chimique et minéralogique montre qu'il s'agit d'une météorite martienne, et plus précisément d'une shergottite.

## Découverte
A 12325 a été trouvée sur le champ de glace Nansen, au sud des monts Sør Rondane (en), par une équipe nippo-belge pendant leur campagne 2012-2013 de récolte de météorites. Sa masse originelle est de 28,022 g.

## Pétrologie et minéralogie
A 12325 est essentiellement constituée d'olivine (57 vol %), de pyroxène (28 vol %) et de plagioclase (11 vol %). Les minéraux accessoires sont un phosphate de calcium, la chromite, l'ulvöspinelle, le sulfure de fer FeS et l'ilménite. Sa structure est en partie pœcilitique (en), les cristaux automorphes d'olivine étant plus ou moins complètement enrobés par les cristaux xénomorphes de pyroxène. L'olivine et le pyroxène ont des rapports Mg/Fe variables, et corrélés avec la structure. Les isotopes de l'oxygène se caractérisent par Δ17O = ~0,27 ‰, comme pour les autres météorites martiennes.